# Ryan Zinke
Ryan Keith Zinke (nasceu a 1 de novembro de 1961) é um político americano e empresário que serviu como Secretário do Interior na Administração Trump a partir de 2017 até à sua renúncia em 2019. Ele anteriormente atuou como Representante dos EUA pelo distrito eleitoral at-large de Montana de 2015 a 2017. De 2009 a 2013, ele serviu como membro do Senado de Montana, representando o 2º distrito.
Zinke jogou futebol americano universitário na Universidade de Oregon e ganhou um Bachelor of Science. Ele também tem um mestrado em administração de empresas e um mestrado em liderança global. Ele foi um SEAL na Marinha dos EUA de 1986 em 2008, aposentando-se com o posto de comandante. Foi o primeiro SEAL da Marinha a ser eleito para a Câmara dos Representantes dos Estados Unidos, Zinke serviu anteriormente como membro do Comitê de Recursos Naturais e do Comitê de Serviços Armados. Como membro do Congresso, Zinke apoiou o uso das tropas terrestres no Médio Oriente para combater o ISIS e opôs-se à Lei de Cuidados Acessíveis, vários regulamentos ambientais e a transferência de terras federais para estados individuais.
Zinke foi nomeado Secretário do Interior dos Estados Unidos pelo presidente Donald Trump. Zinke foi confirmado a 1 de março de 2017, tornando-se assim o primeiro SEAL da Marinha e o primeiro Montanan desde a condição de Estado a ocupar um cargo de gabinete.
Como secretário, Zinke abriu mais terras federais para a exploração e extração de petróleo, gás e minerais. Os gastos de Zinke como Secretário do Interior, que incluíram voos caros, levantaram questões éticas e controvérsias, sendo investigados pelo Escritório do Inspetor Geral do Departamento do Interior. Os seus problemas éticos foram o assunto de um relatório do PBS News Hour a 19 de outubro de 2018. A 30 de outubro de 2018, a investigação sobre Zinke foi encaminhada ao Departamento de Justiça pelo Inspetor Geral do Interior. Trump anunciou a 15 de dezembro de 2018 que Zinke deixaria o seu posto a 2 de janeiro de 2019, e que viria a ser substituído por seu vice-secretário David Bernhardt.

## Infância e Educação
Zinke nasceu em Bozeman, Montana , e foi criado em Whitefish. Ele é filho de Jean Montana (Harlow) Petersen e Ray Dale Zinke, um encanador. Ele era um escoteiro e ganhou o prémio Eagle Scout. Era um atleta famoso na Whitefish High School e aceitou uma bolsa de estudos de futebol para a Universidade de Oregon em Eugene. A carreira pretendida de Zinke era geologia subaquática. Apesar de nunca ter trabalhado como geólogo, Zinke refere-se publicamente a si mesmo como um geólogo. Zinke mais tarde ganhou um MBA da National University em 1993 e um MS em liderança global pela University of San Diego em 2003.

## Carreira militar
Zinke serviu como SEAL na Marinha dos EUA de 1986 a 2008, aposentando-se como comandante. Zinke formou-se em Demolição Submarina Básica / treinamento SEAL (BUD / S) classe 136 em fevereiro de 1986 e posteriormente serviu na Equipe SEAL ONE. Após o SEAL Tactical Training (STT) e a conclusão do período probatório de seis meses, ele recebeu o designador 1130 como Oficial de Guerra Especial Naval, com direito a usar a insígnia de Guerra Especial também conhecida como "Tridente SEAL". Zinke completou um desdobramento para o WESTPAC como comandante de pelotão em 1988. A sua próxima atribuição foi como primeiro oficial de fase do BUD / S de 1988 até maio de 1991.

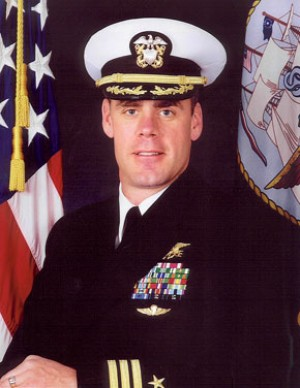
Zinke durante seu serviço na Marinha dos EUA

Em 1991, Zinke recebeu ordens para o Grupo de Desenvolvimento de Guerra Especial Naval dos Estados Unidos (NSWDG) e completou um curso especializado de seleção e treinamento. Zinke serviu no comando até junho de 1993, período em que planeou, ensaiou e operou durante operações confidenciais. Zinke então serviu como oficial de Planos para o Comandante-em-Chefe das Forças Navais dos EUA, Europa (CINCUSNAVEUR) e serviu uma segunda viagem com NSWDG como líder de equipe, comandante de força terrestre, comandante de força-tarefa e oficial de operações atual desde 1996 a 1999.
No final da década de 1990, Zinke pagou à Marinha 211 $ após cobrar indevidamente ao governo as despesas pessoais de viagem. O ex-oficial comandante de Zinke, agora aposentado vice-almirante Albert M. Calland III, afirmou, que como resultado, Zinke recebeu um Relatório de Fitness de junho de 1999 ao qual o impedia de ser promovido a um cargo de oficial comandante ou ao posto de capitão. Zinke reconheceu o erro, mas afirma que o incidente não afetou adversamente sua carreira. A sua promoção de tenente-comandante a comandante foi aprovada no ano seguinte.
De 1999 a 2001, Zinke serviu como oficial executivo da Unidade de Guerra Especial Naval Dois e, em seguida, como oficial executivo do Centro de Guerra Especial Naval de 2001 a 2004. Em 2004, Zinke foi vice e comandante em exercício da Força-Tarefa de Operações Especiais Conjuntas Combinadas-Península Arábica. O site da campanha de Zinke afirmou que ele era "o vice e comandante em exercício" da Força-Tarefa de Operações Especiais Combinadas - Península Arábica e "liderou uma força de mais de 3.500 funcionários de Operações Especiais no Iraque" em 2004. O aposentado Major-general Michael S. Repass, que era superior de Zinke no Iraque, disse ao New York Times que essas alegações "podem ser um exagero", mas que Zinke "fez um bom trabalho" e era "uma pessoa competente". Após as suas viagens ao Iraque, Zinke serviu "como segundo oficial (e comandante em exercício temporário) do principal centro de treinamento SEAL". Em 2006, Zinke foi selecionado para estabelecer o Comando de Treinamento Avançado de Guerra Especial Naval , servindo como reitor da escola de pós-graduação até sua aposentadoria do serviço ativo em 2008. A escola de pós-graduação tinha 250 educadores, oferecendo mais de 43 níveis universitários cursos para mais de 2.500 alunos anualmente em 15 locais diferentes em todo o mundo. Ele aposentou-se da Marinha em 2008.

## Secretário do Interior (2017-2019)

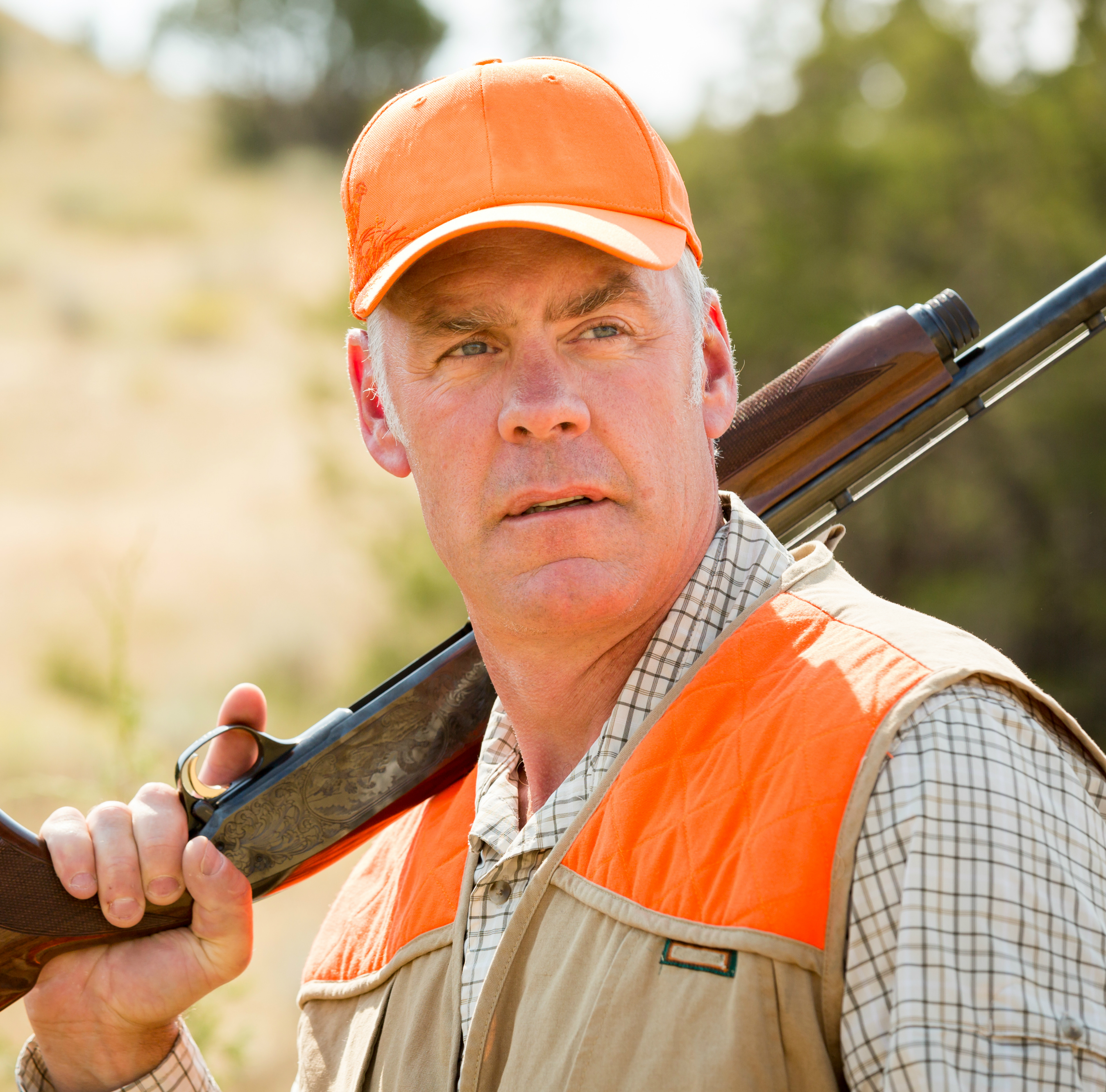
Retrato "em campo" de Zinke como Secretário do Interior.

Donald Trump Jr. recomendou ao seu pai que Zinke fosse escolhido para ser o Secretário do Interior. Zinke foi nomeado candidato do então presidente eleito Donald Trump para Secretário do Interior dos Estados Unidos a 13 de dezembro de 2016. A sua nomeação foi aprovada pelo Comitê de Energia e Recursos Naturais do Senado com uma votação de 16-6 votação a 31 de janeiro de 2017, ele foi confirmado pelo Senado numa votação de 68-31 a 1 de março. Entre os senadores dos EUA que expressaram apoio à confirmação de Zinke estava o senador democrata Jon Tester de Montana. Zinke foi empossado pelo vice-presidente Mike Pence no mesmo dia. Ele havia sido anteriormente cortejado como candidato ao Senado.
No dia seguinte ao seu juramento, Zinke cavalgou um cavalo da Polícia de Parques dos Estados Unidos chamado Tonto vários quarteirões até a entrada do Prédio Principal do Departamento do Interior para sua cerimónia oficial de boas-vindas.